# Heinz Kluge (Biathlet)
Heinz Kluge (* 21. Mai 1938 in Auerbach) ist ein ehemaliger deutscher Biathlet.
Heinz Kluge, der in seiner aktiven Zeit für die SG Dynamo Zinnwald startete, gehörte in der zweiten Hälfte der 1960er Jahre zu den erfolgreichsten ostdeutschen Biathleten. 1965 gewann er hinter Egon Schnabel die Silbermedaille in Einzel, 1967 schob sich noch Helmut Klöpsch zwischen beide. Im Militärpatrouillenlauf gewann Kluge 1963 an der Seite von Hans-Dieter Riechel, Klöpsch und Dieter Ritter den Titel, zwei Jahre später wurde er mit Klöpsch, Horst Koschka und Dieter Speer Vizemeister hinter der Mannschaft des ASK Vorwärts Oberhof. International trat Kluge erstmals bei der Biathlon-Weltmeisterschaft 1965 im norwegischen Elverum an und belegte dort als bester Deutscher den fünften Platz über 20 Kilometer. Es war zugleich die bis dahin beste WM-Platzierung eines deutschen Starters. Höhepunkt der Karriere war die Teilnahme an den Olympischen Winterspielen 1968 in Grenoble. In Frankreich erreichte Kluge im Einzel den 24. Platz, mit der Staffel wurde er an der Seite von Koschka, Hans-Gert Jahn und Speer Sechster. Nach seiner aktiven Karriere wurde Kluge Nachwuchstrainer und betreute in Zinnwald unter anderem Raik Dittrich.